# دانشکده پزشکی زابل
دانشکده پزشکی دانشگاه علوم پزشکی زابل یکی از دانشکده‌های پزشکی ایران وابسته به دانشگاه علوم پزشکی زابل در زابل است. این دانشکده در سال ۱۳۸۵ بنیانگذاری شد و دارای ۱ بیمارستان آموزشی است.

## تاریخچه
دانشکده پزشکی زابل در سال ۱۳۸۵ بنیانگذاری شد. هم‌اکنون ریاست این دانشکده را امید بامری برعهده دارد.